# Saint-Michel-de-Fronsac
Saint-Michel-de-Fronsac is een gemeente in het Franse departement Gironde (regio Nouvelle-Aquitaine) en telt 591 inwoners (1999). De plaats maakt deel uit van het arrondissement Libourne.

## Geografie
De oppervlakte van Saint-Michel-de-Fronsac bedraagt 5,5 km², de bevolkingsdichtheid is 107,5 inwoners per km².
De onderstaande kaart toont de ligging van Saint-Michel-de-Fronsac met de belangrijkste infrastructuur en aangrenzende gemeenten.

## Demografie
Onderstaande figuur toont het verloop van het inwonertal (bron: INSEE-tellingen).